# 물땡땡이과
물땡땡이과는 물속에서 사는 딱정벌레의 분류이다. 물방개와 약간 닮았다.

## 생태
아가미가 없기 때문에 물 속에서의 호흡은 불가능하며 물방개처럼 몸속에 공기를 저장한다. 수초에 알주머니를 만들어서 산란하며, 부화한 애벌레는 태어난 주머니를 빠져나온다. 유충 시기에는 각다귀, 깔따구 애벌레나 실지렁이를 먹는 육식곤충이지만, 어른벌레가 되면 초식성으로 수초를 먹는다.

## 하위 아과
- Acidocerinae
- Chaetarthriinae
- Cylominae
- Enochrinae
- 물땡땡이아과 (Hydrophilinae)
- 톱물땡땡이아과 (Sphaeridiinae)

## 사진

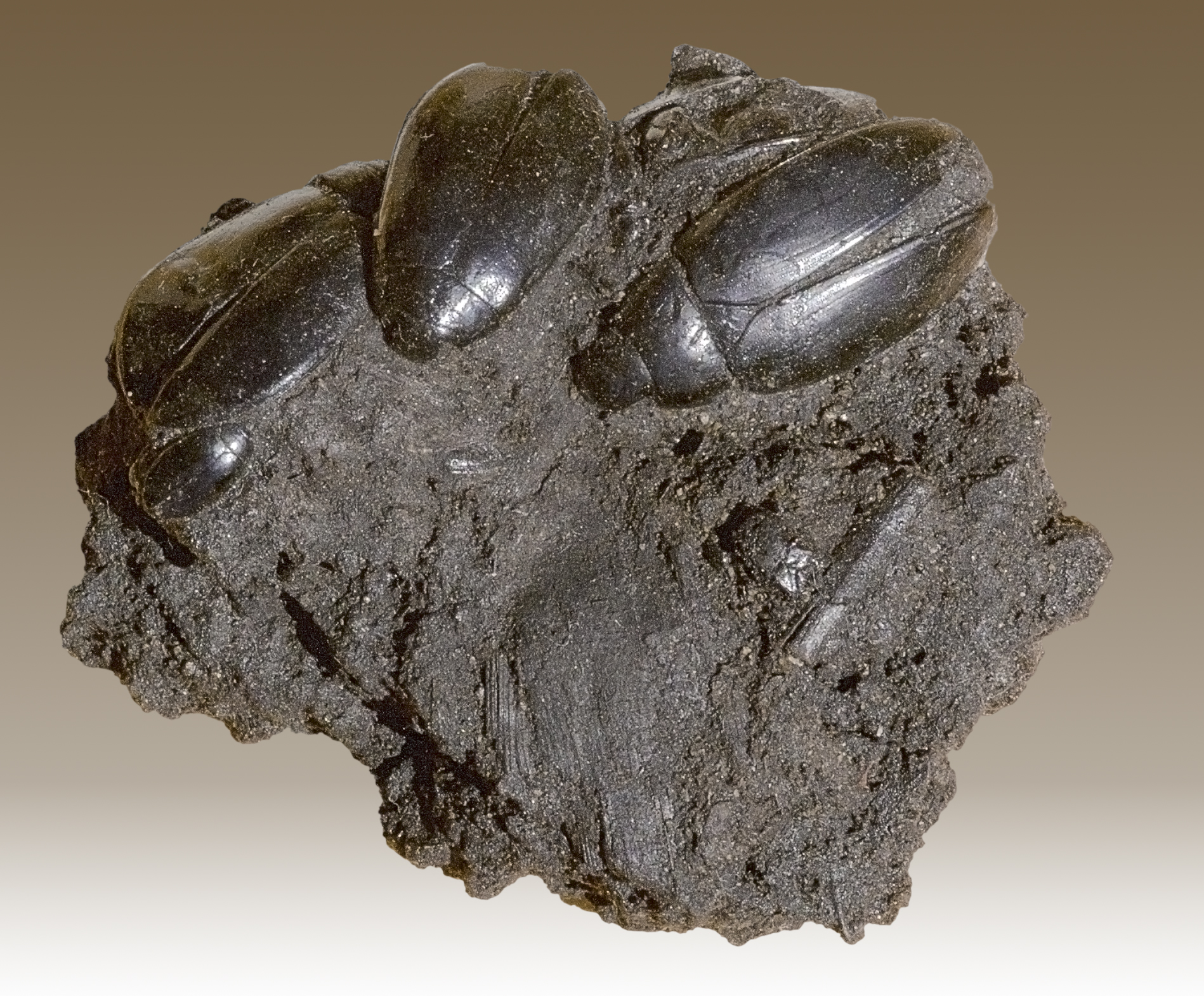
Hydrophilus sp. 35,000년전 플라이스토세 시기 화석.
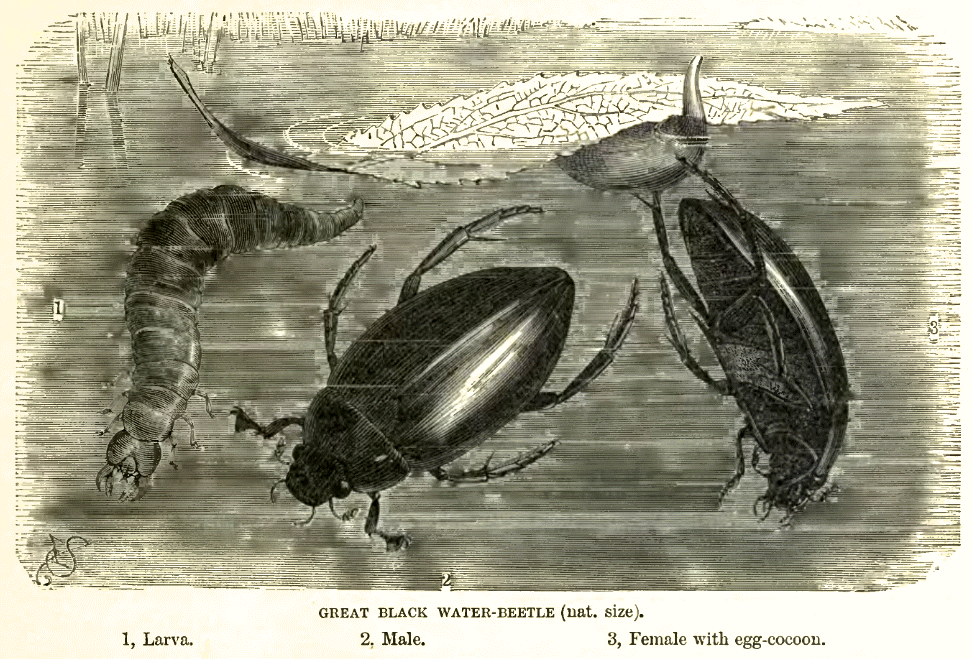
물땡땡이의 삽화